# Bibi Torriani
Richard Torriani, noto anche come Riccardo Torriani, detto Bibi (Sankt Moritz, 1º ottobre 1911 – Coira, 3 settembre 1988), è stato un hockeista su ghiaccio, slittinista e allenatore di hockey su ghiaccio svizzero che ha allenato la Nazionale di hockey su ghiaccio maschile della Svizzera.

## Carriera
Richard Torriani iniziò la propria carriera al termine degli anni 1920, vestendo in carriera da giocatore le maglie dell'EHC St. Moritz e dell'HC Davos. Iniziò ad essere soprannominato "Bibi" come era solito essere chiamato in famiglia, dove era il figlio minore. A partire dal 1933 formò nell'HC Davos ed in nazionale insieme ad Hans Cattini e al fratello Ferdinand la cosiddetta "ni-Sturm". Con la selezione rossocrociata i tre collezionarono 246 reti in 329 presenze. Da giocatore dal 1930 al 1950 vinse 18 edizioni del campionato svizzero di hockey su ghiaccio, collezionando oltre 800 segnature in circa 500 incontri ufficiali.
Il suo esordio ai Giochi olimpici invernali fu nel 1928, edizione svoltasi a St. Moritz, dove la formazione rossocrociata conquistò la medaglia di bronzo. A venti anni di distanza nel 1948, sempre a St. Moritz, la "ni-Sturm" portò la Svizzera a conquistare di nuovo il bronzo. In tale edizione, dato il suo ruolo di capitano, Torriani fu scelto per recitare il giuramento olimpico.
In carriera prese parte ad undici Campionati mondiali, conquistando una medaglia d'argento a Davos nel 1935, e cinque medaglie di bronzo nelle edizioni del 1928, del 1930, del 1937, del 1939 e del 1948.
Nel 1957 Torriani partecipò, nella disciplina dello slittino, ai campionati mondiali casalinghi di Davos quale membro della nazionale svizzera, conquistando la medaglia d'argento nella specialità del singolo.
Dopo il ritiro dall'attività agonistica Torriani intraprese la carriera da allenatore di hockey su ghiaccio. Fu per lungo tempo allenatore della selezione della Svizzera e anche dell'Italia. Fece anche esperienze in panchina in patria alla guida dell'EHC Visp, con cui conquistò il titolo nazionale nella stagione 1961-1962. Successivamente fu anche alla guida per una stagione dell'HC Lugano, allora militante nella Lega Nazionale B.
Nel 1997 Bibi Torriani entrò a far parte della Hall of Fame dell'International Ice Hockey Federation. A partire dalla edizione 2010 della Coppa Spengler uno dei due raggruppamenti è intitolato alla memoria di Torriani, bandiera storica dell'HC Davos.

## Statistiche
Statistiche aggiornate.

### Giocatore

#### Club
| Stagione | Squadra    | Stagione regolare | Stagione regolare | Stagione regolare | Stagione regolare | Stagione regolare | Stagione regolare | Playoff | Playoff | Playoff | Playoff | Playoff |
| Stagione | Squadra    | Lega              | P                 | G                 | A                 | Pt                | PIM               | P       | G       | A       | Pt      | PIM     |
| -------- | ---------- | ----------------- | ----------------- | ----------------- | ----------------- | ----------------- | ----------------- | ------- | ------- | ------- | ------- | ------- |
| 1927-28  | St. Moritz | NLA               | -                 | -                 | -                 | -                 |                   |         |         |         |         |         |
| 1928-29  | St. Moritz | NLA               | -                 | -                 | -                 | -                 |                   |         |         |         |         |         |
| 1929-30  | Davos      | NLA               | -                 | -                 | -                 | -                 |                   |         |         |         |         |         |
| 1930-31  | Davos      | NLA               | -                 | -                 | -                 | -                 |                   |         |         |         |         |         |
| 1931-32  | Davos      | NLA               | -                 | -                 | -                 | -                 |                   |         |         |         |         |         |
| 1932-33  | Davos      | NLA               | -                 | -                 | -                 | -                 |                   |         |         |         |         |         |
| 1934-35  | Davos      | NLA               | -                 | -                 | -                 | -                 |                   |         |         |         |         |         |
| 1935-36  | Davos      | NLA               | -                 | -                 | -                 | -                 |                   |         |         |         |         |         |
| 1936-37  | Davos      | NLA               | -                 | -                 | -                 | -                 |                   |         |         |         |         |         |
| 1937-38  | Davos      | NLA               | -                 | -                 | -                 | -                 |                   |         |         |         |         |         |
| 1938-39  | Davos      | NLA               | -                 | -                 | -                 | -                 |                   |         |         |         |         |         |
| 1939-40  | Davos      | NLA               | -                 | -                 | -                 | -                 |                   |         |         |         |         |         |
| 1940-41  | Davos      | NLA               | -                 | -                 | -                 | -                 |                   |         |         |         |         |         |
| 1941-42  | Davos      | NLA               | -                 | -                 | -                 | -                 |                   |         |         |         |         |         |
| 1942-43  | Davos      | NLA               | -                 | -                 | -                 | -                 |                   |         |         |         |         |         |
| 1943-44  | Davos      | NLA               | -                 | -                 | -                 | -                 |                   |         |         |         |         |         |
| 1944-45  | Davos      | NLA               | -                 | -                 | -                 | -                 |                   |         |         |         |         |         |
| 1945-46  | Davos      | NLA               | -                 | -                 | -                 | -                 |                   |         |         |         |         |         |
| 1946-47  | Davos      | NLA               | -                 | -                 | -                 | -                 |                   |         |         |         |         |         |
| 1947-48  | Davos      | NLA               | -                 | -                 | -                 | -                 |                   |         |         |         |         |         |
| 1948-49  | Davos      | NLA               | -                 | -                 | -                 | -                 |                   |         |         |         |         |         |
| 1949-50  | Davos      | NLA               | -                 | -                 | -                 | -                 |                   |         |         |         |         |         |

#### Nazionale
| Stagione | Livello     | Risultati    | Risultati | Risultati | Risultati | Risultati | Risultati |
| Stagione | Livello     | Competizione | P         | G         | A         | Pt        | PIM       |
| -------- | ----------- | ------------ | --------- | --------- | --------- | --------- | --------- |
| 1927-28  | Switzerland | OG           | 4         | 1         | 0         | 1         |           |
| 1935-36  | Switzerland | OG           | 3         | 0         | 0         | 0         |           |
| 1947-48  | Switzerland | OG           | 5         | 2         | 4         | 6         |           |

### Allenatore

#### Club
| Stagione  | Squadra        | Lega    | Ruolo      | Note                 |
| --------- | -------------- | ------- | ---------- | -------------------- |
| 1957-1958 | SC Riessersee  | Germany | Head Coach |                      |
| 1958-1959 | Mannheimer ERC | Germany | Head Coach |                      |
| 1959-1960 | Milano         | Italy   | Head Coach |                      |
| 1960-1961 | Visp           | NLA     | Head Coach |                      |
| 1961-1962 | Visp           | NLA     | Head Coach | Won NLA championship |
| 1962-1963 | Visp           | NLA     | Head Coach |                      |
| 1963-1964 | Visp           | NLA     | Head Coach |                      |
| 1964-1965 | Visp           | NLA     | Head Coach |                      |
| 1965-1966 | Visp           | NLA     | Head Coach |                      |
| 1966-1967 | Lugano         | NLB     | Head Coach |                      |
| 1969-1970 | Davos          | NLA     | Head Coach |                      |
| 1971-1972 | Davos          | NLA     | Head Coach |                      |

#### Nazionale
| Stagione  | Squadra     | Competizione | Ruolo      | Note             |
| --------- | ----------- | ------------ | ---------- | ---------------- |
| 1949-1950 | Switzerland | EC           | Head Coach | Won Championship |
| 1950-1951 | Switzerland | WC           | Head Coach | Won Bronze       |
| 1951-1952 | Switzerland | WC           | Head Coach |                  |
| 1954-1955 | Italy       | WC B         | Head Coach |                  |
| 1955-1956 | Italy       | OG           | Head Coach | 7. Place         |

## Palmarès

### Hockey su ghiaccio

#### Giocatore

##### Club
- Campionato Internazionale: 5

 Davos: 1929-30, 1930-31, 1931-32, 1934-35, 1936-37
- Campionato Nazionale: 5

 St. Moritz: 1927-28
 Davos: 1929-30, 1930-31, 1931-32, 1932-33
- Campionato svizzero: 11

 Davos: 1937-38, 1938-39, 1940-41, 1941-42, 1942-43, 1943-44, 1944-45, 1945-46, 1946-47, 1947-48, 1949-50
- Coppa Spengler: 6

 Davos: 1933, 1936, 1938, 1941, 1942, 1943

##### Nazionale
- Giochi olimpici: 2

 Svizzera: 1928, 1948
- Campionato mondiale: 1

 Svizzera: 1935
- Campionato mondiale: 3

 Svizzera: 1930, 1937, 1939
- Campionato europeo: 2

 Svizzera: 1935, 1939
- Campionato europeo: 3

 Svizzera: 1930, 1934, 1937
- Campionato europeo: 1

 Svizzera: 1932, 1933

#### Allenatore

##### Club
- Campionato svizzero: 1

 Visp: 1961-62

##### Nazionale
- Campionato mondiale: 1

 Svizzera: 1951
- Campionato europeo: 1

 Svizzera: 1950
- Campionato europeo: 1

 Svizzera: 1951

### Slittino

#### Mondiali
- 1 medaglia:
  - 1 argento (singolo a Davos 1957).